# Bakar de Kartli
Bakar de Kartli fou príncep de Kartli i general persa, fill gran de Vakhtang VI de Kartli (Imerècia 11 de juny de 1699 o 7 d'abril de 1700 - Moscou 1 de febrer de 1750).
Fou nomenat rei de Kartli com a lloctinent del seu pare el 17 de setembre de 1716 i va exercir fins a l'agost de 1719 quan el seu pare va poder prendre possessió per segona vegada del tron. El xa li va concedir el títol de príncep de Geòrgia, una corona, espasa i insígnia d'or i robes d'honor (1 d'agost de 1717). Va abraçar l'islam (de manera nominal) i va rebre el títol de Shah Nawaz Khan (1 d'agost de 1717). Al mateix temps (1716-1719) fou comandant en cap de les forces perses a l'Azerbadijan i governador de la província.
Després del 1719 va exercir algunes funcions fins al 1722 en què fou nomenat cap del cos imperial de patges. El 1723 els otomans van envair Geòrgia i Vakhtang i Bakar es van retirar de Tblisi (maig). Iesse, el germà de Vakhtang, ara aliat als turcs i amb l'ajut també de mercenaris lesguians, va ser proclamat rei i Vakhtang va fugir a Ratxa. Bakar es va sotmetre als otomans, i fou perdonat pel sultà sent nomenat governador de Kartli a les ordes de Iesse, i amb el títol d'Ibrahim Paixà. Pel tractat de Constantinoble de 12 de juliol de 1724 Rússia va reconèixer la sobirania turca sobre el nord-oest de Pèrsia i Geòrgia oriental. Llavors Vakhtang i Bakar van marxar a Rússia amb la seva família i 1200 fidels, el 15 de juliol de 1724, per demanar ajuda per alliberar el país, ajuda que no van obtenir.
Va servir a l'exèrcit rus com a tinent general d'artilleria rebent diverses ordes i condecoracions.
Es va casar amb Ana [Anna Georgievna] (+ 1779), filla del príncep Jordi Sidamoni, eristahvi d'Aragvi. Va morir a Moscou l'1 de febrer de 1750 i va deixar quatre fills (i una filla).